# Eugène Charles Catalan
Eugène Charles Catalan (30 de mayo de 1814 - 14 de febrero de 1894) fue un matemático francés y belga que trabajó en la teoría de números.

## Biografía
Catalan nació en 1814 en Brujas (Bélgica) hijo único de un joyero francés de nombre Joseph Catalan. En 1825, viajó a París y aprendió matemáticas en la École Polytechnique, donde conoció a Joseph Liouville (1833). En 1834 fue expulsado de la universidad y pasó a Châlons-sur-Marne, donde recibió un puesto tras su graduación. En 1838 volvió a la École Polytechnique y, con la ayuda de Liouville, obtuvo su título en matemáticas en 1841. Fue entonces al Charlemagne College a enseñar geometría descriptiva. Sin embargo era políticamente activo y extremadamente izquierdista, lo que le llevó a participar en la revolución de 1848. Tuvo una carrera agitada, llegando a formar parte de la Cámara de los Diputados francesa.
La Universidad de Lieja le concedió la cátedra de análisis matemático en 1865. En 1879, aún en Bélgica, se convirtió en editor de un periódico donde publicó como nota al pie la teoría de Paul-Jean Busschop, tras haberla rechazado en 1873 (haciéndole saber a Busschop que era demasiado empírica). En 1883 trabajó para la Academia Belga de las Ciencias en el campo de la teoría de números. Murió en Lieja (Bélgica).

## Trabajos

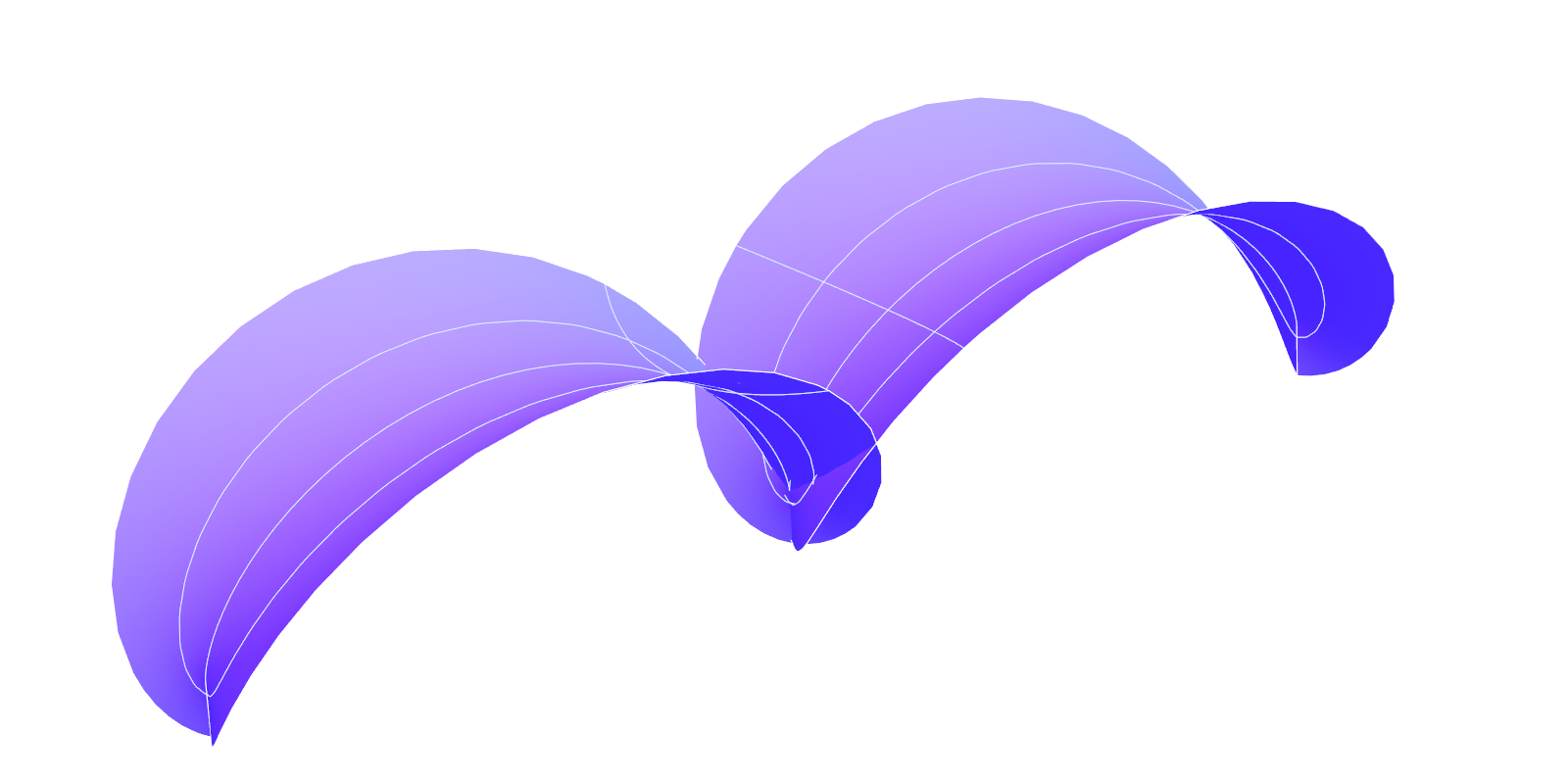
Superficie mínimal de Catalan.

Trabajó en fracciones continuas, geometría descriptiva, teoría de números y combinatoria. Dio su nombre a una superficie única (superficie periódica mínima en el espacio {\displaystyle \mathbb {R} ^{3}}) que descubrió en 1855. Anteriormente había enunciado la famosa conjetura de Catalan, que fue publicada en 1844 y probada finalmente en 2002 por el matemático rumano Preda Mihăilescu. Introdujo los números de Catalan para resolver un problema combinatorio.

### Escritos
- Théorèmes et Problèmes Géométrie élémentaire, Bruselas, 2.ª ed. 1852, 6.ª ed. 1879
- Elements de géométrie, 1843
- Traité élémentaire de géométrie descriptive, 2 v. 1850, 1852, 5.ª ed. 1881
- Nouveau manuel des aspirants au baccalauréat ès sciences, 1852 (publicadas 12 ediciones)
- Solutions des problèmes de mathématique et de physique donnés à la Sorbonne dans les compositions du baccalauréat ès sciences, 1855/56
- Manuel des candidats à l'École Polytechnique, 2 v. 1857-58
- Notions d'astronomie, 1860 (publicadas 6 eds.)
- Traité élémentaire des séries, 1860
- Histoire d'un concours, 1865, 2.ª ed. 1867
- Cours d'analyse de l'université de Liège, 1870, 2.ª ed. 1880
- Intégrales eulériennes ou elliptiques, 1892